# Buparomma
Buparomma is een monotypisch geslacht van hooiwagens uit de familie Beloniscidae.
De wetenschappelijke naam Buparomma is voor het eerst geldig gepubliceerd door Roewer in 1949. Het geslacht omvat slechts de soort Buparomma capellum (Thorell, 1889).